# Gunnera colombiana
Gunnera colombiana är en gunneraväxtart som beskrevs av L.E. Moro-osejo. Gunnera colombiana ingår i släktet gunneror, och familjen gunneraväxter. Inga underarter finns listade.